# Pär Siegård

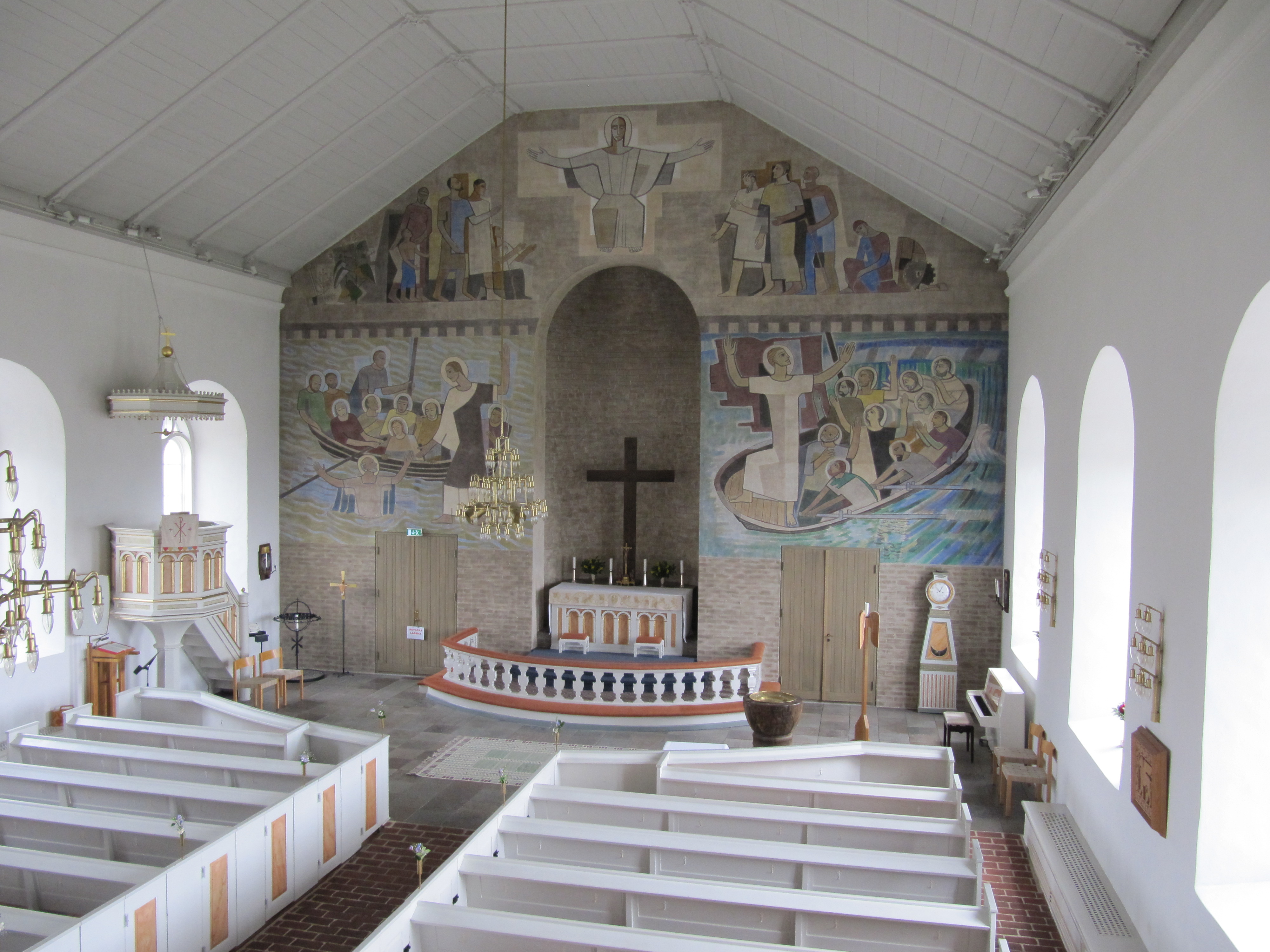
Freskomålning i Förslövs kyrka 1961.

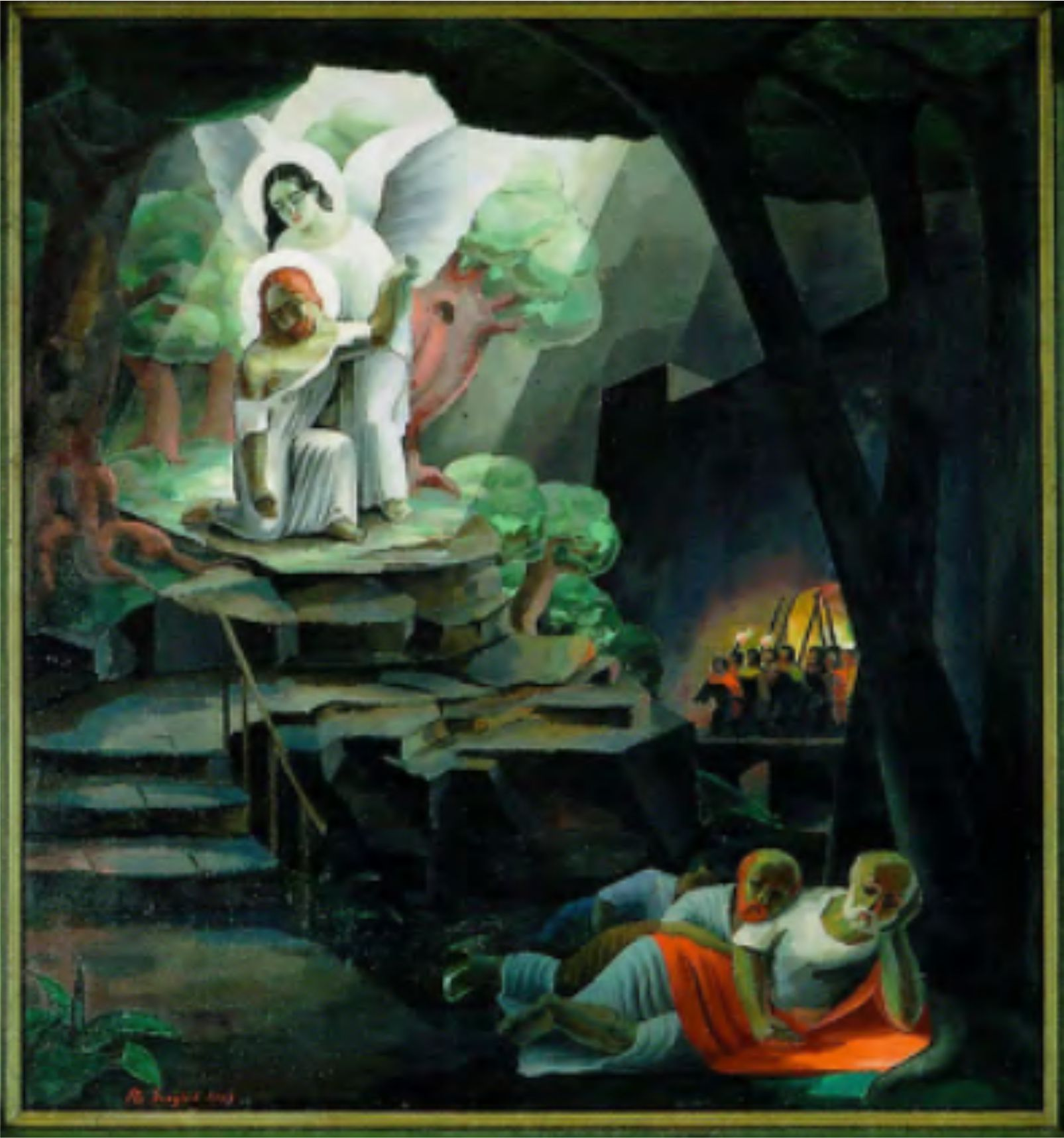
Altartavla i Örkelljunga kyrka

Pär Sigurd Siegård, född 28 december 1887 i Helsingborg, död 13 mars 1961 i Ängelholm, var en svensk målare och grafiker som blev känd för sina expressionistiska träsnitt, grafik, stilleben och monumentalmålningar.

## Biografi
Han var son till lantbrukaren Ola Nilsson och Anna Pålsson och från 1932 gift med Brita Hedström (1906–1995). Siegård började hösten 1902 som elev vid Helsingborgs tekniska yrkesskola och avlade 1907 gesällprov som yrkes- och dekorationsmålare. Samtidigt med sina studier fick han privatundervisning i målning och teckning av Malcolm Skantz. Lusten att arbeta som konstnär drev honom vidare till Stockholm där han under våren 1908 studerade vid Althins målarskola för att senare samma år studera för Carl Wilhelmson vid Valands målarskola och han deltog 1928 i en tre månade lång kurs på Académie de la Grande Chaumière i Paris. Han lämnade Sverige 1911 och begav sig ut på en äventyrlig studieresa till Tyskland, Schweiz, Frankrike, Algeriet, Egypten, Palestina, Grekland, Turkiet, Österrike och Italien som avslutades i Paris 1913. Men vid första världskrigets utbrott 1914 tvingades han lämna Frankrike. Han köpte 1917 en liten stuga vid Förslövsholm på Hallandsåsen där han inredde sin ateljé och bostad. Under den långa utlandsvistelsen och de första åren efter återkomsten försörjde han sig som yrkesmålare och först 1920 kunde han på heltid ägna sig åt sitt konstnärskap. 1929 utförde han den ödesmättade altartavlan "Getsemane" i Örkelljunga kyrka.
Tillsammans med Albert Abbe debuterade han med en utställning på Helsingborgs konsthall 1916 men det kom att dröja ända till 1937 innan han ställde ut separat då på Malmö rådhus och på Vikingsbergs konstmuseum 1948 och på Höganäs museum 1960, han var mycket sparsam med separatutställningar men medverkade i desto fler grupp- och samlingsutställningar. Tillsammans med Gerhard Wihlborg ställde han ut på Malmö museum 1942 och tillsammans med Martin Emond på Göteborgs konstmuseum 1943. Han var från starten 1924 medlem i den skånska konstnärsgruppen De tolv och medverkade i gruppens utställningar på Malmö museum och Vikingsbergs konstmuseum, samt i Den Frie Udstilling i Köpenhamn 1930, Konstakademien 1933 och Ystads konstmuseum 1949. Tillsammans med Martin Emond och Johan Johansson ställde han ut under gruppbeteckningen Skånemålare. Han medverkade i utställningar arrangerade av Skånes konstförening, Helsingborgs konstförening,  Ängelholms konstförening, Riksförbundet för bildande konst, Landsföreningen Kristen konst, Efteraarsudstilling i Köpenhamn och Sveriges allmänna konstförenings utställningar på Liljevalchs konsthall och i utställningen Skånska målare som visades på Göteborgs konsthall samt grafikutställningar arrangerade av Grafiska sällskapet och Föreningen för grafisk konst. En retrospektiv utställning med hans konst visades strax före hans 50-årsdag på Skånska konstmuseum i Lund. En minnesutställning visades på Kristianstads museum och Landskrona museum 1961 samt Ängelholms konstförening arrangerade en minnesutställning 1962 på Förslövs bygdegård. Bland hans offentliga arbeten märks en monumentalmålningen Bergspredikan i Grevie kyrka som han utförde 1937 men den första väggmålningen Jordevandringen utförde han redan 1932 på en trädgårdsmur till en privatvilla i Ängelholm och för Malmö stadsteater formgav han gobelängen En midsommarnatts dröm som vävdes av Barbro Nilsson, han avled under slutarbetet av korfresken till Förslövs kyrka. Under sina många utsmyckningsuppdrag anlitade han ofta andra konstnärer som medarbetare bland annat kom Lars Larsson, Bengt Orup, Kaj Siesjö, Nils Möller och Karl-Einar Andersson att arbeta som medhjälpare samtidigt som de fick en utbildning i monumentalmåleri. 
Hans konst består av landskapsmålningar från Hallandsåsen, religiösa och mytologiska motiv, stilleben med blommor, frukter, leksaker och konstföremål samt kubistiska motiv utförda i olja eller i form av träsnitt samt glasmålningar och ett förgyllt järnsmide galler till Praktiska realskolan i Helsingborg. Som illustratör utförde han ett antal träsnitt till Gunhild Haller-Augots diktsamling Cantilena 1933.
Siegård är representerad vid Malmö konstmuseum, Göteborgs konstmuseum, Lunds universitets konstmuseum, Ystads konstmuseum, Nationalmuseum, Moderna museet, Kalmar konstmuseum, Värmlands museum, Helsingborgs museum, Bryssel museum, Åbo konstmuseum och Tallinns museum.
Han belönades med Sydsvenska Dagbladets kulturpris 1958 och Helsingborgs kulturstipendium 1959. Makarna Siegård är begravda på Förslövs kyrkogård.

## Verk
- Fresker i Allhelgonakyrkan, Helsingborg
- Altartavla "Getsemane" i Örkelljunga kyrka, Örkelljunga (1929)
- Ommålningar av fresker i Grevie kyrka, Grevie, Båstads kommun (1937)
- Dekorationer på predikstolen i Östra Ljungby kyrka, Östra Ljungby (1939)
- Fresker i Villands Vånga kyrka, Villands Vånga
- Altartavla Tyringe kyrka, Tyringe (1948)
- Fresker i Gustav Adolfs Kyrka, Borås (omkring 1950)
- Altartriptyk i Rya kyrka, Eket (1950)
- Målningar i klockstapeln i Ängelholms Hembygdspark
- Målning i Knäreds kyrka, Knäred (1953)
- Fresk i Heliga korsets kapell, Ängelholm (1956)
- Fresk i Huaröds kyrka (1957)
- Fresk "Jesu lidandevecka", i Hjärnarps kyrka, Hjärnarp (1957)
- Målningar i Hörröds kyrka (1958)
- Fresk i Förslövs kyrka, Förslöv (1961)
- Stilleben med päron. (årtal okänt)